# Blythe (Californië)
Blythe is een plaats (city) in de Amerikaanse staat Californië, en valt bestuurlijk gezien onder Riverside County. Blythe is een populaire tussenstop voor automobilisten, komende uit het oosten, op weg naar Los Angeles.

## Demografie
Bij de volkstelling in 2000 werd het aantal inwoners vastgesteld op 12.155.
In 2006 is het aantal inwoners door het United States Census Bureau geschat op 22.427, een stijging van 10272 (84.5%).

## Geografie
Volgens het United States Census Bureau beslaat de plaats een oppervlakte van
64,8 km², waarvan 62,8 km² land en 2,0 km² water. Blythe ligt op ongeveer 83 m boven zeeniveau.

## Plaatsen in de nabije omgeving
De onderstaande figuur toont nabijgelegen plaatsen in een straal van 40 km rond Blythe.